# Масальський (герб)
Масальський (пол. Masalski, Massalski) — шляхетський герб руського (українського) походження.

## Опис
На червоному полі золота літера М, над літерою хрест. Над полем шолом, прикрашений п'ятьма страусовими пір'ями. Намет червоний підкладений золотом.
Герб використовували польські шляхетські роди: Бак (Бака, Бонка, Baka, Baha), Бакановські (Bakanowski), Котвицькі (Kotwicki), Крживицькі (Krzywicki, Krzywiecki), князі і дворяни Масальські (Массальський, Massalski, Masalski), Пуцята (Путята, Puciata), Суринам (Suryn), Сволинські (Swolynski), Тухановські (Tuchanowski), Тугановські (Tuganowski), Хмельницькі (Chmielnicki).

## Різновиди
- Бака (герб)